# Kawaguchi Ekai

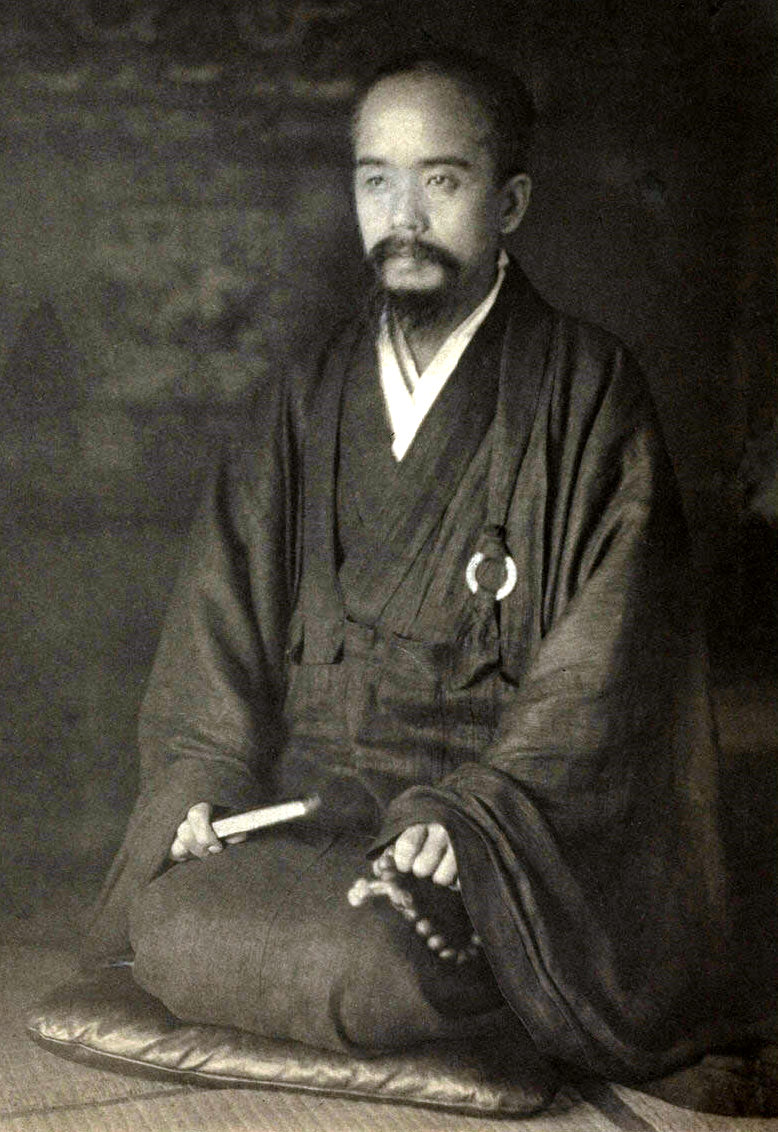
Kawaguchi Ekai

Kawaguchi Ekai (japanisch 河口 慧海; geboren 26. Februar 1866 in Sakai (Provinz Izumi); gestorben 24. Februar 1945 in Tokio) war ein japanischer buddhistischer Mönch und Tibet-Forscher.

## Leben und Wirken
Kawaguchi Ekai machte seinen Studienabschluss am „Tetsugakukan“ (哲学館), der Vorgängereinrichtung der privaten Tōyō-Universität und ging 1890 von Zuhause fort. Um 1897 verspürte er das Bedürfnis, die buddhistischen Originaltexte zu studieren, zog nach Indien und lernte Tibetisch. Nachdem er 1899 in Nepal gearbeitet hatte, ging er nach Ladakh, wo er sich als einheimischer Arzt ausgab. So gelangte er als erster Japaner von dort in das politisch unzugängliche Tibet und konnte an der Ausbildungsstätte für Buddhismus „Sera“ studieren. Man entdeckte jedoch seine wahre Nationalität, und 1903 musste er nach Japan zurückkehren.
1905 reiste Kawaguchi erneut nach Nepal und 1913 nach Tibet. Er sammelte eine große Menge tibetisch-buddhistischer Texte und mit Unterstützung durch den Penchen Lama buddhistische Sanskrit-Texte in Nepal und in Tibet. Dazu beschaffte er Pflanzenproben und Materialien zur Volkskunde. Nach seiner Rückkehr nach Japan im Jahr 1915 wurde er Professor an der Tōyō-Universität und widmete sich dem Studium buddhistischer Texte, dem Verfassen von Reiseberichten und der Ausbildung Tibet-Gelehrter.
Kawaguchi arbeitete auch an einem tibetisch-japanischen Wörterbuch, „Zōwa Lexikon“ (蔵和辞典) am Tōyō Bunko, starb jedoch am 24. Februar 1945 im Alter von 80 Jahren, ohne es fertiggestellt zu haben. In seinen späten Jahren gab er seinen Priesterstatus ab, hielt sich aber an die Gebote und wirkte weiter als Laienpriester. Alle gesammelten Originalmaterialien vermachte er öffentlichen Einrichtungen und trug damit wesentlich zur Entwicklung buddhistischer Studien bei.
Zu seinen Büchern gehören Übersetzungen aus dem Chinesischen (漢) ins Tibetischen (蔵 oder 西蔵: Xīzàng), dazu die „Tibetische Lehrbücher“ (西蔵文典), die „Tibetisch Sprachgrammatik“ (西蔵語文法) und die „Tibetische Reiseberichte“ (西蔵旅行記).